# دار الحديث المدنية
أسست مدرسة دار الحديث المدنية عام 1350 هجرية (1931-1932) ميلادية. وقد قام بتأسيسها وتأسيس مكتبتها لاحقا الشيخ أحمد بن محمد الدهلوي. 
وعنيت المدرسة منذ تأسيسها بتدريس علوم القرآن الكريم و السنة النبوية وما يتبعها من العلوم الشرعية المساعدة. وعندما قامت الحرب العالمية الثانية أحدث عامل نقص الوافد من الطلاب والوارد المادي إلى أن يكون الوضع فيها كالتالي:
في عام 1364 هجرية (1945) ميلادية توجهت المدرسة إلى أن تكون مدرسة للمرحلتين الابتدائية و المتوسطة مع وجود شعبة خاصة بتدريس السنة النبوية، ولا يزال الوضع مستمرا على ذلك إلى اليوم.
وفي عام 1370 هجرية (1950-1951) ميلادية شارك طلابها في اختبار الشهادة الابتدائية، وحصل عدد كبير منهم على الشهادة الابتدائية من مديرية المعارف السعودية ثم من وزارة المعارف السعودية آنذاك. أما القسم المعني بالسنة النبوية فقد جرى تعديل منهجه، وأدخلت عليه بعض التحسينات التي تتمشى مع الوضع الراهن.
وفي عام 1377 هجرية (1957-1958) ميلادية تم موافقة الحكومة السعودية على وضع ميزانية مالية للمدرسة تحت إشراف دار الإفتاء السعودية آنذاك.

## المدرسة تحت مظلةالجامعة الإسلامية
وفي عام 1385 هجرية (1965-1966) ميلادية ألحقت ميزانيتها والإشراف عليها إلى الجامعة الإسلامية في المدينة المنورة، وبها القسم الابتدائي و القسم المتوسط الذي يخول للحاصل على شهادته الالتحاق بالمرحلة الثانوية في الجامعة الإسلامية. والمتخرجون منه يعدون بالمئات، ولم يزل منذ ذلك الحين وهو يؤدي رسالته وواجبه تحت مظلة الجامعة الإسلامية إلى اليوم. أما قسم السنة النبوية فيها الذي يعرف بشعبة دار الحديث فإن فيها قسما إعداديا وقسما ثانويا يقوم بأداء واجبه الإسلامي إلى اليوم، وتخرج منه عدد لا بأس به.

## مميزات مدرسة دار الحديث المدنية
كانت المدرسة مقصدا لطلاب العلوم الشرعية من داخل السعودية ومن خارجها. وقد درس فيها العديد من أبناء العالم الإسلامي وبخاصة أفريقيا و إندونيسيا و الهند وغيرها من البلاد، قاموا ويقومون بنشر العلم والدعوة في تلك البلاد والربوع.

## أعلام الدار من علماء الحديث النبوي
قام أعلام من علماء الحديث النبوي دراية ورواية بالتدريس في دار الحديث النبوية، منهم المشائخ:
أحمد محمد الدهلوي (المؤسس) وسعيد بن صديق ومحمد سلطان بخاري ومحمد سلطان أفغاني ومحمد العلي الحركان ومحمود شويل ومحمد إسماعيل السورتي ومحمد زاهد الدغستاني وعبد الرحمن الإفريقي ويونس نوح الفلاني وعبدالمعطي يوسف ومحمد علي اللكنوي وإسحاق محمد زبرماوي ومحمد صديق أفغاني ومحمد المختار الشنقيطي وصالح محمد الزغيبي وعبدالكافي السوداني وحماد سرور المطيري ويوسف محمد الهندي السلفي وعلي بن عمر فلاته وسيف الرحمن أحمد وعمار الأزعر الجزائري ومحمد عبدالله آدو وأبوبكر محمد أحمد التنبكتي. 

## أشهر خريجي قسم السنة النبوية
- عبدالرحمن يوسف الإفريقي (تولى إدارة المدرسة والتدريس في المسجد النبوي)
- يونس بن نوح (تولى التدريس بالمدرسة وفي المسجد النبوي)
- عبد العزيز بن مفلح (تولى التدريس في وزارة المعارف السعودية)
- حسن الشنقيطي (تولى التدريس في الرياض وأنشأ أول مكتبة بالرياض)
- جبريل بن علي الإفريقي (رجع لبلاده للدعوة إلى الإسلام)
- عبد الحميد البكري (رجع لبلاده للدعوة إلى الإسلام)
- أحمد عبد الله كمفر (تولى التدريس بدار الحديث)
- عمر بن محمد فلاته (تولى إدارة المدرسة والتدريس في المسجد النبوي)
- حامد أبوبكر فلاته (تولى وكالة إدارة المدرسة والتدريس في المسجد النبوي)
- علي محمد سنان (تولى التدريس في الجامعة الإسلامية وفي المسجد النبوي)
- عبد الكريم الزهراني (تولى التدريس في المدرسة)
- حسين محمد العيد (تولى التدريس في المدرسة وعضوية هيئة الأمر بالمعروف والنهي عن المنكر بالسعودية)
- مرزوق عبد المؤمن (تولى التدريس في المسجد الحرام بمكة المكرمة وعضوية هيئة الأمر بالمعروف والنهي عن المنكر بالسعودية)
- محمد عبد الرحمن مليباري (تولى المراقبة في المسجد الحرام وأنشأ المكتبة السلفية بالمدينة المنورة)

## مكتبة مدرسة دار الحديث المدنية
أسست مكتبة الدار عام 1365 هجرية (1945-1946) ميلادية وأوقفها مؤسسها الشيخ أحمد بن محمد الدهلوي باسم مكتبة أهل الحديث وفتحت أبوابها لقاصديها طيلة فترة الدوام اليومي وقد ضمت إليها كتب الشيخ عبد الله بن حمد الخربوش وهو أحد مفتشي العلوم الدينية بوزارة المعارف السعودية آنذاك ومساعد أئمة المسجد النبوي وكتب الشيخ محمد بن أحمد أبو حسين أحد المدرسين بوزارة المعارف السعودية آنذاك ودار الحديث بناء على وصية من كل منهما ، وموافقة ذلك لشروط الوقف الإسلامي ولا يزال الباب مفتوحا لكل راغب في ضم مكتبة أو كتاب ليكون تابعا للوقف المذكور.

## المنجزات العمرانية للمدرسة
تم السعي في شراء مقر للمدرسة والمكتبة عام 1366 هجرية (1946-1947) ميلادية وتبلغ مساحته ثلاثة آلاف متر مربع وإيقافه عليهما تم بناؤه عام 1379 هجرية (1959-1960) ميلادية، والدراسة فيه إلى عام 1405 هجرية (1984-1985) ميلادية حيث جرى إدخاله في مشروع توسعة المسجد النبوي الشريف.
في عام 1409 هجرية (1988-1989) ميلادية تم شراء موضع بديل ليكون مقرا للمدرسة والمكتبة يبعد عن المسجد النبوي بمقدار سبعمائة متر وتبلغ مساحته ثمانية آلاف متر مربع. وقد شرع في بنائه فعلا منتصف عام 1413 هجرية (1992-1993) ميلادية. ويعتبر المبنى الجديد للمدرسة (المعهد) تحفة معمارية حيث حاز المعماري المقدسي الفلسطيني جعفر طوقان الذي صمم المبنى على جائزة المدينة المنورة، المملكة العربية السعودية للعمارة لعام 1997 على مشروع معهد دار الحديث في المدينة المنورة.